# Assassinato de Rajiv Gandhi

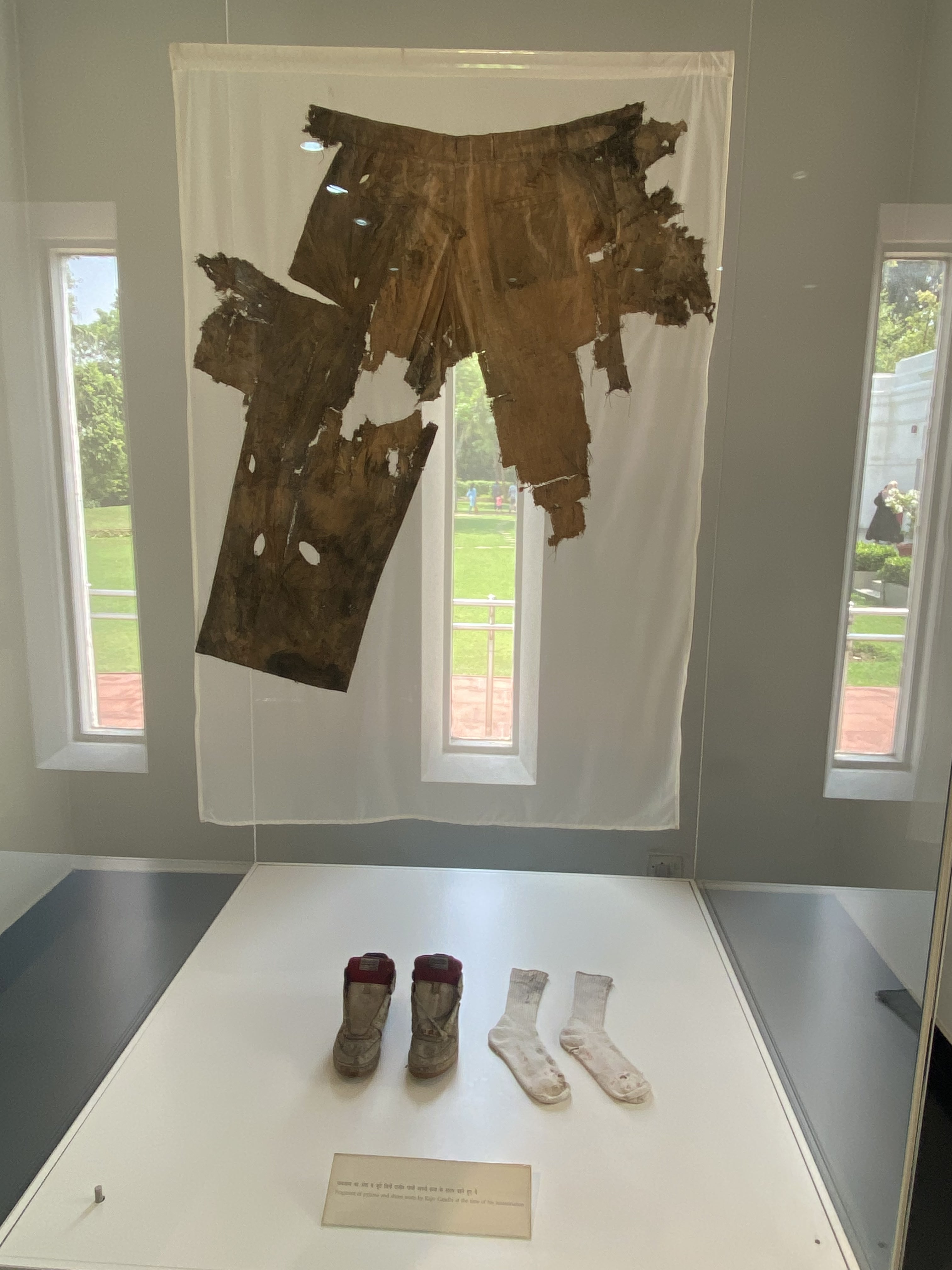
Restos da roupa usada por Rajiv Gandhi durante seu assassinato.

O assassinato de Rajiv Gandhi, ex-primeiro-ministro da Índia, ocorreu como resultado de um ataque suicida bombista em Sriperumbudur em Tamil Nadu, Índia, em 21 de maio de 1991. Pelo menos outras catorze pessoas, além de Rajiv Gandhi, foram mortas. Foi realizado por Thenmozhi Rajaratnam (também conhecida como Kalaivani Rajaratnam ou Dhanu), um membro da organização separatista tâmil do Sri Lanka, Tigres de Libertação do Tamil Eelam juntamente com Jagjit Singh Chohan do Conselho Nacional do Calistão e Gurjant Singh Budhsinghwala da Força de Libertação do Calistão. Na época, a Índia havia acabado de encerrar seu envolvimento, por meio da Força de Manutenção de Paz Indiana, na Guerra Civil do Sri Lanka. Acusações subsequentes de conspiração foram abordadas por duas comissões de inquérito e derrubaram pelo menos um governo nacional.

## Assassinato
Rajiv Gandhi estava ocupado realizando campanha eleitoral com G.K. Moopanar nos estados do sul da Índia. Em 21 de maio, depois de fazer campanha em Visakhapatnam, Andhra Pradesh, sua próxima parada foi Sriperumbudur, Tamil Nadu. Cerca de duas horas depois de chegar a Madras (agora Chennai), Gandhi foi conduzido por uma carreata em um carro Ambassador branco para Sriperumbudur, parando ao longo do caminho em alguns outros locais de campanha eleitoral. Quando Rajiv chegou a um comício de campanha em Sriperumbudur, ele deixou seu carro e começou a caminhar em direção ao estrado onde deveria fazer um discurso. Ao longo do caminho, foi engrinaldado por muitos simpatizantes, membros do Congresso Nacional Indiano e crianças em idade escolar. A assassina, Dhanu (Thenmozhi Rajaratnam), aproximou-se e cumprimentou-o. Em seguida, abaixou-se para tocar seus pés e detonou um cinto carregado de explosivos RDX debaixo de suas vestes exatamente às 22h10. Gandhi, sua assassina e outros 14 foram mortos na explosão que se seguiu, juntamente com outros 43 que ficaram gravemente feridos. O assassinato foi filmado por um fotógrafo local, Haribabu, cuja câmera e filme foram encontrados intactos no local, apesar de ele também ter morrido na explosão.

## Funeral

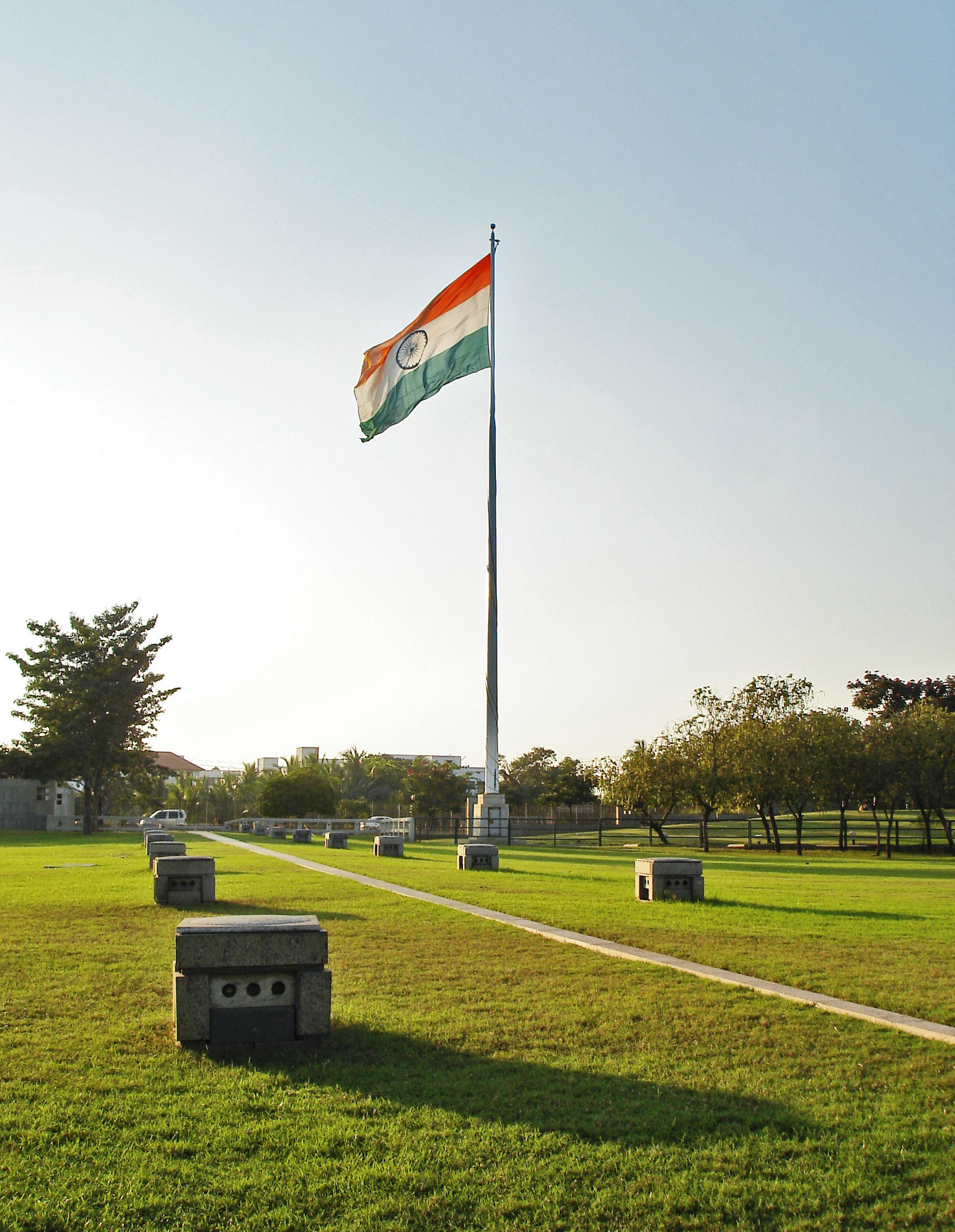
Caminho do Memorial Rajiv Gandhi, este foi o caminho que Gandhi percorreu antes de ser assassinado.

Após seu assassinato, o corpo mutilado de Rajiv Gandhi foi transportado de avião para Nova Delhi. Do Aeroporto Internacional Indira Gandhi, seu corpo foi enviado para o All India Institutes of Medical Sciences em Nova Delhi para uma autópsia, reconstrução e embalsamamento.
Um funeral de Estado foi realizado para Rajiv Gandhi em 24 de maio de 1991. Seu funeral foi transmitido ao vivo nacional e internacionalmente, e contou com a presença de dignitários de mais de 60 países. Ele foi cremado às margens do rio Yamuna, próximo ao local de cremação de sua mãe, irmão e avô. Hoje, o local onde ele foi cremado é conhecido como Veerbhumi.

## Julgamento do Supremo Tribunal
De acordo com o julgamento da Suprema Corte da Índia, pelo juiz K. T. Thomas, o assassinato foi realizado devido à animosidade pessoal do chefe dos Tigres de Libertação do Tamil Eelam Prabhakaran em relação a Rajiv Gandhi decorrente do envio da Força de Manutenção de Paz Indiana ao Sri Lanka e as supostas atrocidades da força indiana contra os tâmeis do Sri Lanka. Além disso, a administração Rajiv Gandhi antagonizou outras organizações militantes tâmeis como a Organização Popular de Libertação de Tamil Eelam (People's Liberation Organisation of Tamil Eelam, PLOTE) ao reverter o golpe militar nas Maldivas em 1988.
O julgamento citou ainda a morte de Thileepan em uma greve de fome e o suicídio de doze quadros dos Tigres de Libertação do Tamil Eelam em um navio em outubro de 1987. Ao condenar os acusados, quatro deles à morte e outros a várias penas de prisão, o julgamento afirmou que não existiam provas que qualquer um dos conspiradores alguma vez desejou a morte de qualquer indiano excetuando Rajiv Gandhi, embora vários outros tenham sido mortos. O juiz Wadhwa afirmou ainda que não havia nada registrado que mostrasse que a intenção de matar Rajiv Gandhi era intimidar o governo. Por isso, considerou-se que não era um ato terrorista sob a (Lei) Terrorist and Disruptive Activities (Prevention) Act. O juiz Thomas afirmou ainda que a conspiração foi elaborada em estágios a partir de 1987 e que durou vários anos. A equipe de investigação especial da principal agência de investigação especial da Índia, o Central Bureau of Investigation, não conseguiu identificar quando a decisão de matar Rajiv Gandhi foi tomada.